# Městské lázně (Zlín)
Městské lázně (též Zimní lázně) ve Zlíně jsou významnou architektonickou památkou navrženou architektem Vladimírem Karfíkem. Budova v lokalitě jižně od centra města byla dokončena v roce 1950 a od té doby slouží veřejnosti jako koupaliště s krytým bazeném. V roce 2001 byl areál zapsán na seznam nemovitých kulturních památek.

## Historie
V roce 1935 vypracoval architekt Vladimír Karfík projekt plovárny s 25metrovým bazénem, který umožňoval pořádání plaveckých závodů a vodního póla. Vedle toho připravil plány také pro vyhřívaný bazén u zlínského továrního areálu, později zaniklý. Zprvu nebyla přesně určena poloha, koncepce však počítala s otevřením prosklené jižní fasády a předpokládala i posuvnou střechu.
Původní Karfíkův záměr byl však dokončen až po druhé světové válce mezi lety 1946 až 1948 ve spolupráci s architekty Josefem Holečkem a Ladislavem Ambrožkem. Lázně byly realizovány na místě bývalé baťovské cihelny, nedaleko školního areálu a budov internátů. V bezprostředním sousedství navíc rozšířil sportovní možnosti Stadion mládeže s kurty, rovněž navržený Karfíkem. Stavba lázní byla dokončena v roce 1950.

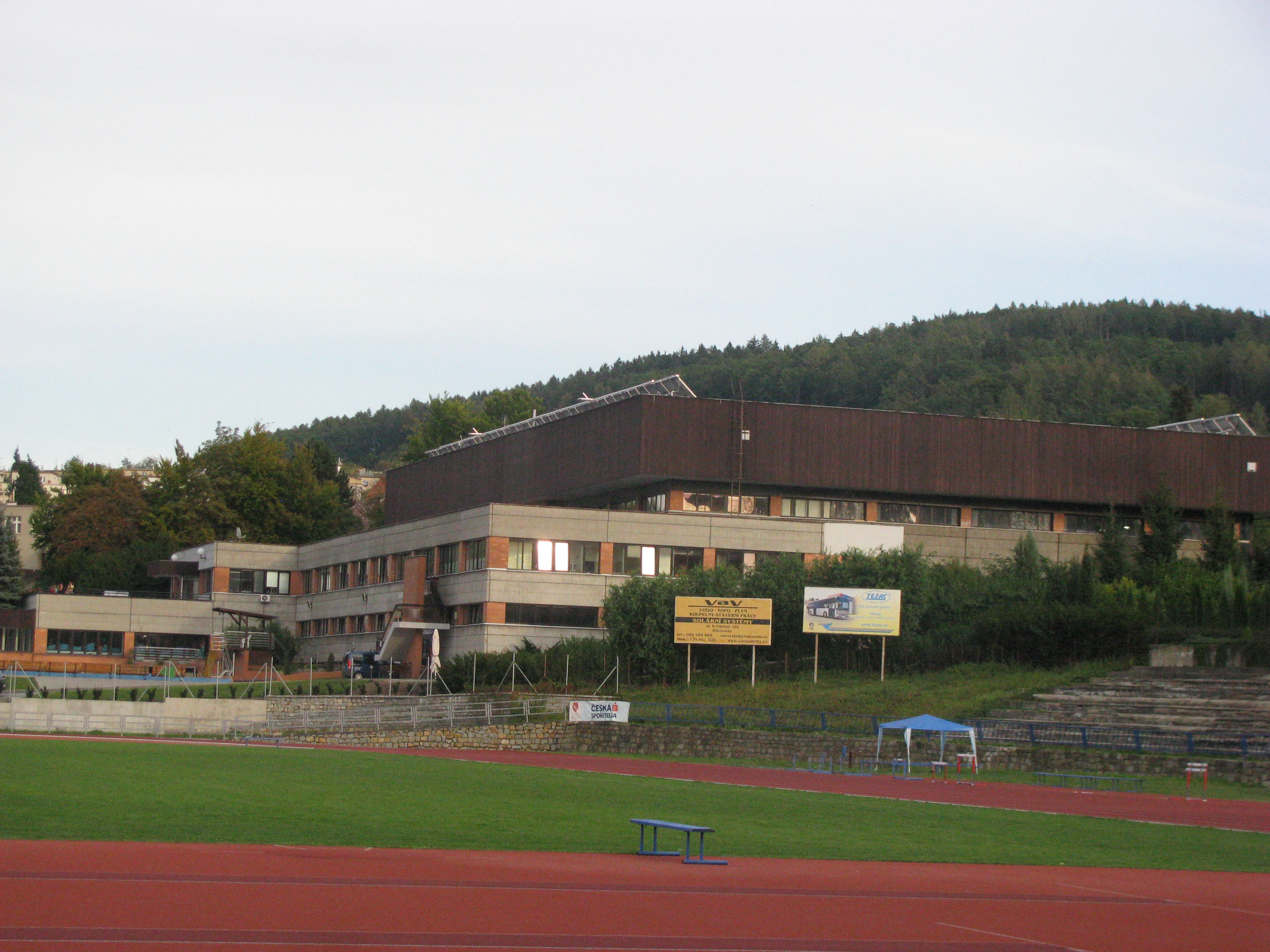
Novější objekt z 80. let s 50metrovým bazénem

Na vedlejším pozemku byl v roce 1985 postaven nový padesátimetrový krytý bazén spolu s venkovním bazénem, jehož autorem byl architekt Jiří Kotásek. Obě budovy byly propojeny krčkem.

## Architektura
Lázně stojí na svažitém pozemku a jsou orientované severo-jižně. Budova je samostatně stojící jednopatrová podsklepená stavba obdélníkového půdorysu na soklu z umělého kamene. Skládá se ze tří prostupujících se hranolových objemů. Je tvořena osmi moduly, vymezenými betonovými sloupy s výplní z režného zdiva. Každý modul je šestiosý s podélnými nečleněnými okny. Vstupní průčelí je situováno na osu a členěno vertikálním prosklením. 
Vstupní hala je vydlážděna dlažbou z drobných keramických dlaždic různých velikostí. Z haly vede jednoramenné schodiště s podestou do patra, odkud dvě konvexně tvarovaná ramena schodů vedou k hale s bazénem. Bazénová hala je na jedné straně vymezena terasami s několika schodišti k bazénu a na jižní straně prosklenou stěnou, která je otevíratelná, což umožňuje propojení vnitřního a vnějšího prostoru.
Nosný skelet budovy vychází z osvědčeného baťovského modulu 6,15 × 6,15 metru s cihelnými vyzdívkami. Interiér je přizpůsoben bazénu o rozměrech 25 × 12 metrů, strojovně a dalším nezbytným prostorám. U bazénu se nachází několikastupňová galerie pro diváky a ochozy, kde byl umístěn i bufet či kavárna. V budově byly zřízeny jako samostatná provozní skupina také parní lázně s léčebnými vanovými koupelemi a dalšími provozy, jako byly kosmetické služby apod.

## Další vývoj
V březnu 2001 byla budova, resp. areál lázní prohlášen rozhodnutím Ministerstva kultury ČR za kulturní památku. Nachází se také v městské památkové zóně Zlín.
Nejméně od roku 2006 byla plánována rekonstrukce lázní, kontrola v roce 2012 konstatovala havarijní stav včetně špatné statiky. Od roku 2013 procházely v několika etapách postupnou rekonstrukcí, během níž byly modernizovány některé části interiéru a technické vybavení, aby vyhovovaly novodobým standardům a požadavkům. Po rekonstrukci 25metrového bazénu následovala i rekonstrukce 50metrového bazénu v sousedním objektu.
Městské lázně ve Zlíně nadále slouží veřejnosti jako plavecký bazén a wellness centrum. Provozuje je městská společnost Steza. K roku 2024 byly s roční návštěvností kolem 400 tisíc lidí podle ředitele Kanceláře architekta města Zlína Jindřicha Nového nejnavštěvovanějším sportovištěm ve městě. Vedení města Zlína nechalo ve 20. letech 21. století zpracovat studii možné další dostavby lázní a posléze uvažovalo o výstavbě nového objektu akvaparku mezi lázněmi a vedlejším Stadionem mládeže. V roce 2024 zveřejnilo také záměr úpravy exteriéru s nádvořím lázní.